# The Chaser (film 2008)
The Chaser (hangŭl: 추격자; Chugyeokja) è un film del 2008 diretto da Na Hong-jin.
Il lungometraggio, film d'esordio del regista, è basato sulla storia del serial killer sudcoreano Young-chul Yoo.

## Trama
Eom Joong-ho, un ex-detective corrotto dedito allo sfruttamento della prostituzione, versa in difficoltà finanziarie poiché parecchie delle sue ragazze sembrano scomparse negli ultimi tempi senza liquidare i loro debiti. Mentre cerca di rintracciarle, trova un indizio che gli permette di capire che le ragazze scomparse sono state tutte avvicinate dallo stesso cliente, Jae Yeong-min. Inizialmente egli crede che Jae Yeong-min le abbia vendute ad altri protettori, ma poi l'uomo confessa di averle uccise e viene arrestato. Joong-ho inizia a cercare con ogni mezzo la casa di Yeong-min per salvare l'ultima ragazza che si è recata da lui, la prostituta Mi-jin.